# Francis Paget
François Paget, né le 20 mars 1851 à Gloucester et mort le 2 août 1911, est un théologien anglais, auteur et 33e évêque d'Oxford.

## Biographie
Francis Paget est le deuxième fils du célèbre chirurgien James Paget  et frère de Luke (évêque de Stepney et de Chester).

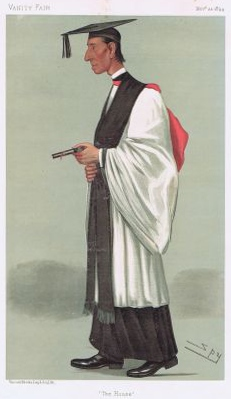
" La Maison " Paget caricaturé par Spy (Leslie Ward) dans Vanity Fair, novembre 1894.

Il fait ses études à la St Marylebone Grammar School, puis à la Shrewsbury School et à la Christ Church d'Oxford. Ordonné prêtre, il devient prédicateur à Whitehall en 1882 et vicaire de Bromsgrove en 1885. Érudit éminent , il est ensuite professeur Regius de théologie pastorale à l'Université d'Oxford et doyen de son ancien collège.
Après la mort de William Stubbs en avril 1901, Paget est recommandé pour lui succéder comme évêque d'Oxford. Il est élu évêque le mois suivant, et consacré par l'archevêque de Canterbury à St Cathédrale Saint-Paul le 29 juin 1901 . Quelques jours plus tard, il est reçu par Édouard VII et investi comme Chancelier de l'Ordre de la Jarretière, un poste occupé par l'évêque d'Oxford entre 1837 et 1937.
Paget est évêque jusqu'à sa mort en 1911 .
Le fils de Paget, Bernard, est général dans l'armée et un autre fils, Edward, est le premier archevêque anglican d'Afrique centrale.

## Travaux
- 1887 : Facultés et difficultés de la croyance et de la non-croyance
- 1891 : L'esprit de discipline
- 1895 : Études sur le caractère chrétien
- 1899: Une introduction au cinquième livre du traité de Hooker Des lois de la politique ecclésiastique
- 1900 : Le rachat de la guerre